# Łukasz Panfil
Łukasz Panfil (ur. 25 października 1980 w Turku) – lekkoatleta, długodystansowiec, reprezentant Polski, autor tekstów poświęconych lekkoatletyce. Młodszy brat Marcina Panfila.
Największe sukcesy w dotychczasowej karierze sportowej notował w biegu maratońskim. W roku 2006 wygrał maraton w holenderskim Apeldoorn. Dwa lata później okazał się najlepszy na trasie maratonu w belgijskim Torhout. Na drugim stopniu podium stawał w Gdyni (2006) Dreźnie (2009) i Löningen (2011). Trzecią pozycję wywalczył w luksemburskim Echternach (2007) i Wilnie (2013). Na arenie krajowej sięgał po srebrny medal Mistrzostw Wojska Polskiego (Warszawa 2008)) oraz zajmował ósme miejsce podczas Mistrzostw Polski w półmaratonie (2007). W roku 2011 reprezentował Polskę na Mistrzostwach Świata w biegu na 100km, rywalizacji nie ukończył.
Jest autorem biografii Bronisława Malinowskiego Bronek Malinowski. Przeszkodowiec (Miejski Ośrodek Rekreacji i Wypoczynku, Grudziądz 2016), za którą otrzymał nagrodę Sportowa Książka Roku 2016 w kategorii lekkoatletycznej oraz wielu artykułów o tematyce lekkoatletycznej. Jego teksty można znaleźć w czasopiśmie "Magazyn lekkoatletyczny", portalach "bieganie.pl" i "MaratonyPolskie.pl" oraz witrynie internetowej Polskiego Związku Lekkiej Atletyki. 

## Rekordy życiowe
- Bieg na 1500 m – 4:00,58 – Wrocław 2005
- Bieg na 3000 m – 8:37,10[12] – Wrocław 2004
- Bieg na 5000 m – 15:06,36 – Wrocław 2004
- Bieg na 10 000 m – 31:26,18[13] – Międzyzdroje – 2006
- Półmaraton – 1:09:42[14] – Bratysława – 2009
- Maraton – 2:25:43 – Koszyce – 2006